# Charles R. Miller
Charles Robert Miller, född 30 september 1857 i West Chester i Pennsylvania, död 18 september 1927 i Berlin i New Jersey, var en amerikansk republikansk politiker. Han var Delawares guvernör 1913–1917.
Miller utexaminerades 1879 från Swarthmore College och studerade sedan juridik vid University of Pennsylvania. År 1913 efterträdde Miller Simeon S. Pennewill som guvernör och efterträddes 1917 av John G. Townsend. Miller avled 1927 och gravsattes på Wilmington and Brandywine Cemetery i Wilmington.